# Jimmy Harrison (cầu thủ bóng đá)
James Harrison (2 tháng 2 năm 1921 – 2004) là một cầu thủ bóng đá người Anh thi đấu ở Football League cho Aston Villa, Coventry City và Leicester City.